# 순상지

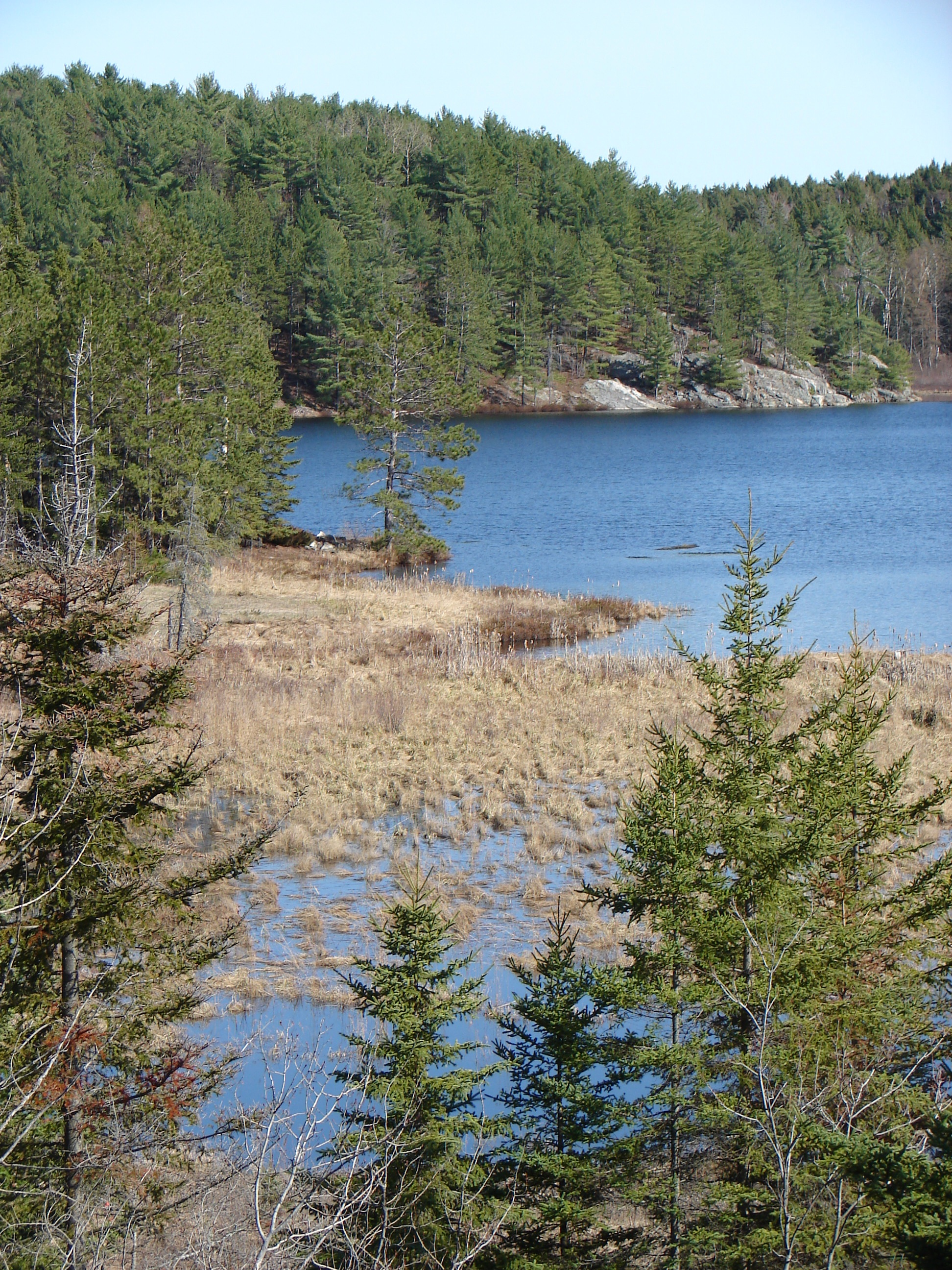
로렌시아 순상지의 전경.

순상지(shield, 楯狀地)는 지각에서 지질학적으로 가장 오래되고 안정되어 있는 부분을 말한다. 조산운동이 많이 일어나지 않아서 주로 선캄브리아기의 화성암이나 변성암으로 구성되어 있다.

## 세계의 순상지
- 안가라 순상지
- 발트 순상지
- 시베리아 순상지
- 로렌시아 순상지
- 아프리카 순상지